# Fallbach
Fallbach är en ort och kommun i Österrike. Den ligger i distriktet Mistelbach i förbundslandet Niederösterreich, 50 km norr om huvudstaden Wien. 
Kommunen består av fem orter (Ortschaften) (inom parentes invånarantal 1 januari 2024):
- Fallbach (170)
- Friebritz (34)
- Hagenberg (199)
- Hagendorf (198)
- Loosdorf (203)